# Lauren Bacall
Lauren Bacall (tên khai sinh Betty Joan Perske, 16 tháng 9 năm 1924 – 12 tháng 8 năm 2014) là một diễn viên điện ảnh và sân khấu người Mỹ gốc Do Thái, được biết tới qua chất giọng khàn đặc trưng. Năm 1999, bà được Viện phim Mỹ bầu chọn là một trong 25 nữ diễn viên xuất sắc nhất trong lịch sử điện ảnh Mỹ, và nhận được một giải Oscar danh dự của Viện Hàn lâm Khoa học và Nghệ thuật Điện ảnh (năm 2009). Lauren Bacall cũng là một trong những diễn viên nổi tiếng nhất của Kỷ nguyên vàng Hollywood.
Bacall bắt đầu sự nghiệp người mẫu trước khi đóng vai nữ chính trong bộ phim To Have and Have Not (1944) cùng với Humphrey Bogart. Sau thành công của To Have and Have Not, cô tiếp tục với thể loại phim đen, đóng cùng với Bogart trong những bộ phim như The Big Sleep (1946), Dark Passage (1947), và Key Largo (1948). Lauren Bacall cũng đóng vai nữ chính trong bộ phim hài lãng mạn How to Marry a Millionaire (1953) cùng với Marilyn Monroe và Designing Woman (1957) với Gregory Peck. Bà cũng từng xuất hiện trong những vở kịch tại sân khấu Broadway, giành 2 giải Tony với Applause (1970) và Woman of the Year (1981). Diễn xuất tuyệt vời của bà trong bộ phim The Mirror Has Two Faces (1996) đã đem lại cho bà giải Quả Cầu Vàng và một đề cử Oscar.
Một tháng trước sinh nhật lần thứ 90, Lauren Bacall đã bị đột quỵ và qua đời ở Thành phố New York.

## Tiểu sử
Betty Joan Perske sinh năm 1924 tại Thành phố New York, Hoa Kỳ trong một gia đình gốc Do Thái. Cô là em họ của Shimon Peres, tổng thống Israel. Sau khi cha mẹ ly dị khi cô lên 5, Betty lấy họ mẹ là Bacall.

## Sự nghiệp

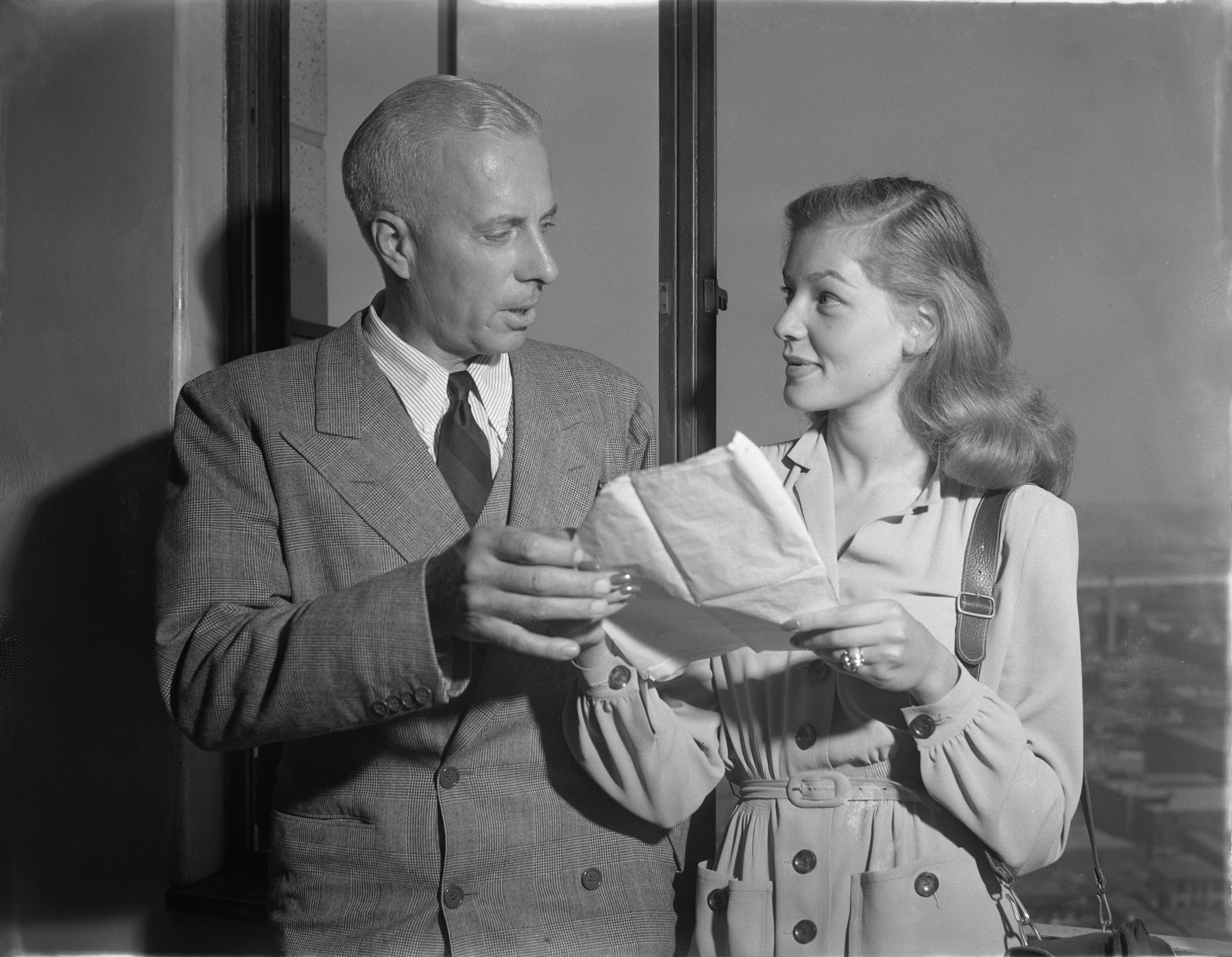
Bacall và Howard Hawks, 1943

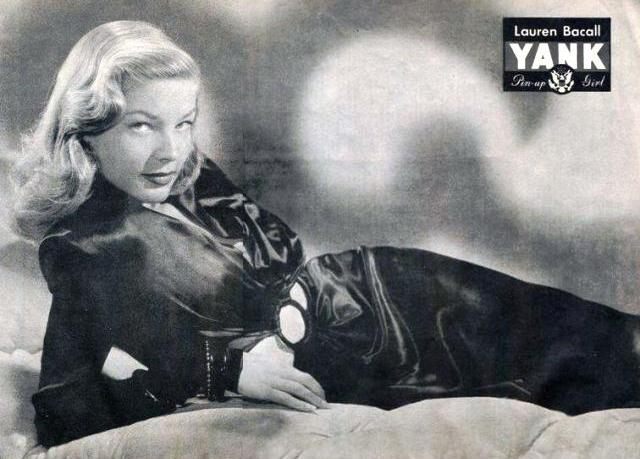
Lauren Bacall trên tạp chí YANK năm 1944

Bacall theo học tại trường nghệ thuật American Academy of Dramatic Arts và có vai diễn sân khấu đầu tiên ở tuổi 17 trong vở Johnny 2 X 4. Năm 1944 cô có vai diễn điện ảnh đầu tiên trong bộ phim đen To Have and Have Not (1944), đây được coi là một trong những vai diễn đầu tay ấn tượng nhất trong lịch sử Hollywood. Cũng trên trường quay bộ phim này, Bacall đã làm quen với ngôi sao nổi tiếng Humphrey Bogart. Cô tái ngộ cùng Bogart trong một bộ phim đen xuất sắc khác là The Big Sleep (1946), hai người còn đóng chung trong một số phim khác như Dark Passage (1947) và Key Largo (1948). Bên cạnh các bộ phim đen, Bacall còn tham gia tác phẩm hài How to Marry a Millionaire (1953) trong đó cô đóng chung cùng Marilyn Monroe và Betty Grable.
Từ thập niên 1960 sự nghiệp điện ảnh của Bacall bắt đầu sa sút, bà chuyển sang tham gia các vở kịch trên sân khấu Broadway như Goodbye, Charlie (1959), Cactus Flower (1965), Applause (1970) và Woman of the Year (1981). Hai vở kịch sau đã đem lại cho bà giải Tony.